# Ramón Rodríguez Arribas
Ramón Rodríguez Arribas (Madrid, 2 de abril de 1934-Madrid, 29 de octubre de 2023)fue un juez español. 

## Biografía
Licenciado en Derecho por la Universidad Complutense de Madrid, fue juez desde 1960.
Fue uno de los fundadores de la Asociación Profesional de la Magistratura (APM).
Magistrado del Tribunal Supremo (1978-1996), fue nombrado magistrado del Tribunal Constitucional de España en 2004, a propuesta del Consejo General del Poder Judicial. Entre 2012 y 2013 ejerció de vicepresidente del órgano judicial. Cesó como magistrado del TC en 2013.
Fundó en 2015 el despacho Rodríguez Arribas Abogados, junto con Florentino Orti Ponte, Pedro Julio tenorio y otros juristas de reconocido prestigio, siendo su director hasta su fallecimiento. 
Falleció el 29 de octubre de 2023 a los 89 años de edad.
| Predecesor: Eugenio Gay Montalvo | Vicepresidente del Tribunal Constitucional 2012- 2013 | Sucesor: Adela Asúa Batarrita |